# Gabrius keysianus
Gabrius keysianus är en skalbaggsart som beskrevs av Sharp 1910. Gabrius keysianus ingår i släktet Gabrius, och familjen kortvingar. Arten har ej påträffats i Sverige.